# Philippe Léogé
Philippe Léogé, né le 14 octobre 1957 à Nogaro (Gers), est un pianiste de jazz, compositeur et arrangeur français. Sa carrière commence à Toulouse à la fin des années 70 et se consacre essentiellement au développement de projets musicaux pour grands ensembles en Occitanie ainsi qu’à la représentation de son style pianistique en solo à l'international.

## Biographie
Né en Gascogne, Philippe Léogé a montré dès l'enfance un attrait pour la musique. Commençant l’apprentissage du piano à l’âge de 5 ans, il donne son premier concert en piano solo à 10 ans. Pratiquant aussi la clarinette, il s’implique dans des orchestres locaux où il découvre des univers musicaux variés allant des chansons populaires au Jazz de la Nouvelle-Orléans. Ces premiers projets collectifs lui permettent d’acquérir des notions de transcription et d’écriture pour tous les instruments d’un orchestre de variétés.
Il commence sa carrière de musicien professionnel à 17 ans et il est admis en 1981 au Berklee College of Music de Boston, où il part étudier l’arrangement et l’orchestration avec l’appui d’une bourse du ministère de la Culture. Cette formation lui permet de s’imprégner des richesses de la production musicale aux Etats-Unis tout en s’immergeant dans l’univers des clubs de Jazz. Il y découvre et analyse l’écriture pour big-bands de Sammy Nestico, Quincy Jones et Gil Evans.

### Pianiste
Après quelques années d’apprentissage dans des orchestres de variétés, Philippe Léogé commence sa carrière de pianiste en 1979 dans un cabaret toulousain, « L’Écharpe », où durant deux années, il accompagne chaque soir en trio des artistes comme Maurice Fanon, Mouloudji, Nancy Holloway, Jimmy Gourley, Jean Constantin et des spectacles de style « Rive gauche ».
À son retour de la Berklee School en 1983, Philippe Léogé forme son premier trio avec lequel il accompagne des solistes comme Glenn Ferris, Magali Pietri, Michel Roques, Claude Guilhot. À partir de ce trio, il forme le Jazz Unit 5tet avec le trompettiste Philippe Laudet et le saxophoniste Richard Calléja, très influencé par les Jazz messengers et Horace Silver. Il participe en parallèle au groupe du saxophoniste Francis Bourrec (Stuff 4tet) où il approfondit les répertoires de John Coltrane et Michael Brecker.  
En 1986, la rencontre avec le pianiste colombien Edy Martinez et le percussionniste Tuly Marquez, qui jouent tous les soirs au club de Salsa le « Tambo Luratha », révèle en lui une passion pour les musiques latines et il deviendra, au départ d’Edy, le pianiste attitré du club pendant plusieurs mois.
Dans les années 90, après s'être consacré à l’écriture et à la direction d’orchestres, Philippe Léogé vit dans le Languedoc-Roussillon et découvre de jeunes musiciens dont le saxophoniste Jean-Michel Cabrol et le batteur Vincent Calmettes. Il y fréquente aussi le festival Jazz à Conilhac, le château Le Bouïs ou le casino de Gruissan qui programment régulièrement des solistes réputés. Il forme son deuxième trio avec lequel il accompagne les frères Belmondo, Steve Grossman, André Villeger, Eric Le Lann, Philip Catherine, Lavelle, Christian Escoudé.
En 2010, il forme un duo avec le saxophoniste Jean-Marc Padovani, qui donne de nombreux concerts en France et produit trois enregistrements dont « Films noirs » avec Enzo Cormann.
Philippe Léogé exerce une activité de récital en piano solo, débutée en 2006 au Palais des Congrès de Perpignan. Il a notamment donné des concerts en Chine, au Japon, en Norvège et aux États-Unis et s'est produit lors des festivals « Piano aux Jacobins », « Piano en Valois », « L’Esprit du Piano » à Bordeaux. Son troisième album solo, My French Standards Songbook (Klarthe-Harmonia mundi) est classé parmi les 25 meilleurs disques de 2015 par l’Express et Pianiste magazine,.
En 2018, il forme le trio « Léo & Co » avec ses fils Jordi à la batterie et Denis à la contrebasse. Le répertoire du trio est étendu avec des influences marquées par Bill Evans, McCoy Tyner, Herbie Hancock, un hommage à Claude Nougaro, un tribute à Chet Baker avec Jacques Adamo. Ce trio est prolongé par les projets « Blue train 5tet », avec Dominique Rieux (trompette) et Jean-Michel Cabrol (saxophone), et « BlueRose Project » où le même quintet est augmenté d’un quatuor à cordes féminin pour revisiter des compositions de Thelonious Monk et Astor Piazzolla.

### Arrangeur/Orchestrateur

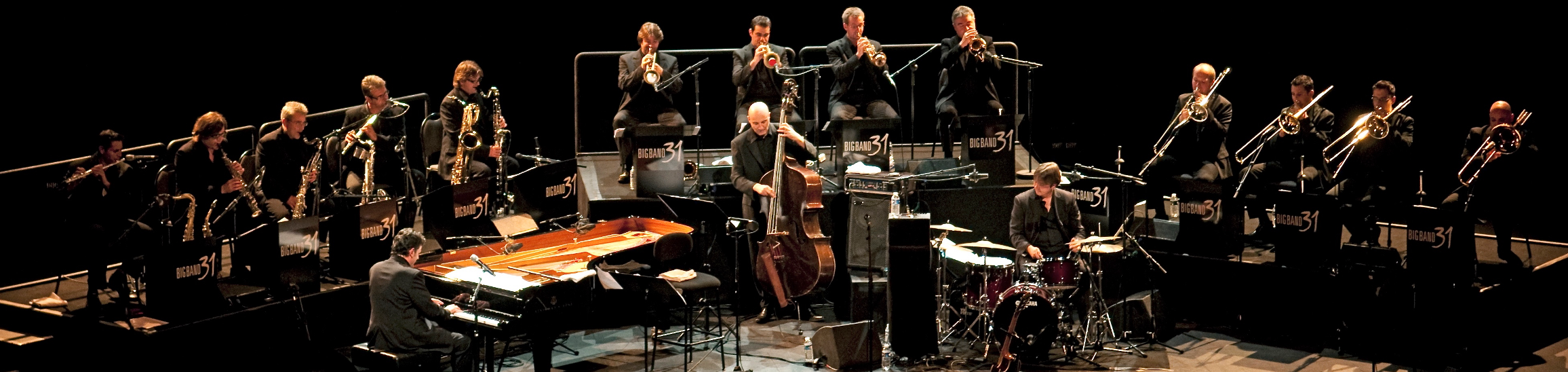
Le Big Band 31 à Odyssud (Blagnac) en 2012

Philippe Léogé commence une activité d’arrangeur/orchestrateur dans les années 70 au sein d’orchestres de variétés pour lesquels il transcrit et adapte des chansons du répertoire populaire et les orchestre pour des sections de cuivres, rythmiques et choristes. Ses études à la Berklee School of Music lui permettent de maîtriser l’écriture du Jazz pour grand ensemble et la musique de film.
En 1987, Philippe Léogé crée le Big-Band 31, orchestre de 18 musiciens pour lequel il écrit tous les arrangements jusqu’en 1993. L'orchestre donne de nombreux concerts en France et se produit dans des festivals à Nice, Antibes, Vienne, Paris-La-Défense. Il enregistre et invite régulièrement la chanteuse Dee Dee Bridgewater.
Parallèlement, Philippe Léogé est le pianiste et orchestrateur de l'émission « Sacrée soirée » où il produit des arrangements pour de nombreux artistes français et internationaux. Les studios Polygone lui confient les arrangements de plusieurs enregistrements de rap, dont l'album « Art de rue » de la Fonky Family (disque d’or 2001).
Dans les années 2000, Philippe Léogé est investi dans différents projets. « Mamboleo », une commande de la scène nationale de Narbonne qui crée un spectacle autour de l’œuvre de Charles Trenet en version salsa avec un orchestre de quinze musiciens. « Le Jazz et la Pavane », une commande de l’ensemble Les Sacqueboutiers de Toulouse qui présente l’improvisation du Baroque au Jazz avec Claude Égéa et Denis Leloup en solistes. « Big-Band Garonne », qui revisite la musique traditionnelle occitane sur des accents Soul/Funk. Pendant cette période, le Big-Band 31 poursuit son activité et se produit avec Lisa Simone, Molly Johnson, Kellylee Evans, Richard Galliano, David Linx, Terez Montcalm, Silvia Droste, Lionel Suarez.
Philippe Léogé a participé à la création du festival Jazz sur son 31 et en a été le directeur artistique de 1987 à 2022.

## Discographie
- Musique du Brésil, Sidney Martins (SM 7777), 1986, arrangements et claviers
- Big Band 31, Big-Band 31 (Media 7), 1988
- Billie, Big-Band 31 (JBCD 189), 1990
- Grand orchestre de Sacrée soirée, René Coll (Baxter Music), 1993, arrangements et claviers
- Portrait de scène, Michèle Torr (MT Prod), 1999, arrangements et piano
- Live with the Boss, BigBand Brass/Rob Mc Connell (BBB Prod), 2001, piano
- Autour de Serge Reggiani, Jeanne Balibar et Jane Birkin (Trema 710833), 2002, arrangements
- Un’Ombre, Dick Annegarn (Tôt ou Tard), 2002, arrangements et piano
- La vie de château, Art Mengo (Polydor 981 006-7), 2003, orchestrations cordes
- Improvisualisations, Philippe Léogé (Eddima Prod), 2005, piano solo
- Live Léo.G, Philippe Léogé (Vocation records 546), 2007, piano solo
- Angel eyes, Philippe Léogé et Jean-Marc Padovani (Soleart Prod), 2010, piano solo
- Films noirs, Padovani 4tet et Enzo Cormann (La grande ritournelle), 2011
- Le Jazz et la Pavane, Les Sacqueboutiers (Labelflora), 2012, arrangements et piano
- Le chant de la Terre, Philippe Léogé et Jean-Marc Padovani (Soleart Prod), 2012
- My French standards songbook, Philippe Léogé (Klarthe-Harmonia mundi), 2015, piano solo
- Pinktown 5tet, Pinktown 5tet (Klarthe records), 2019
- Monsieur Claude, Léo & Co (Elixir/Dream & Press), 2020